# Čatež
Čatež este o arie protejată (arie specială de conservare — SAC, sit de importanță comunitară — SCI) din Slovenia întinsă pe o suprafață de 71 ha, integral pe uscat.

## Localizare
Centrul sitului Čatež este situat la coordonatele 45°58′04″N 14°57′38″E / 45.9679°N 14.9605°E.

## Înființare
Situl Čatež a fost declarat sit de importanță comunitară în aprilie 2004 pentru a proteja 1 specie de animale. Situl a fost protejat și ca arie specială de conservare în februarie 2012.

## Biodiversitate
Situată în ecoregiunea continentală, aria protejată nu include niciun habitat protejat.
La baza desemnării sitului se află o specie protejată de  mamifere: liliacul mic cu potcoavă (Rhinolophus hipposideros).